# Jukka Tarkka
Jukka Tapio Tarkka, född 7 september 1942 i Esbo, är en finländsk historiker och författare.
Tarkka blev politices doktor 1977. Han arbetade 1966–1980 inom det privata näringslivet, var 1980–1984 direktör vid Finlands Näringsliv EK:s delegation, 1985–1988 litterär direktör vid Otava och 1989–1995 vice vd vid Yhtyneet kuvalehdet. Han anslöt sig till det nybildade ungfinska partiet och invaldes 1995 i riksdagen, men lyckades inte ta sig in fyra år senare – hela partiet upplöstes som en följd av misslyckandet i valet.
Tarkka har därefter varit verksam som fri skriftställare. Bland hans arbeten märks doktorsavhandlingen 13. artikla (1977), som behandlar krigsansvarighetsprocessen, Ei Stalin eikä Hitler (1987, engelsk översättning Neither Stalin nor Hitler, 1991, tysk översättning Weder Stalin noch Hitler, samma år), en redogörelse för Finlands säkerhetspolitik under andra världskriget, Uhan alta unioniin (2002), om Näringslivets delegation, och biografier om Ahti Karjalainen (1989) och L. A. Puntila (2004).